# Brachychiton viscidulus
Brachychiton viscidulus är en malvaväxtart som först beskrevs av William Vincent Fitzgerald, och fick sitt nu gällande namn av G.P. Guymer. Brachychiton viscidulus ingår i släktet Brachychiton och familjen malvaväxter. Inga underarter finns listade i Catalogue of Life.